# Cour administrative d'appel
Pour les articles homonymes, voir CAA et Cour administrative.

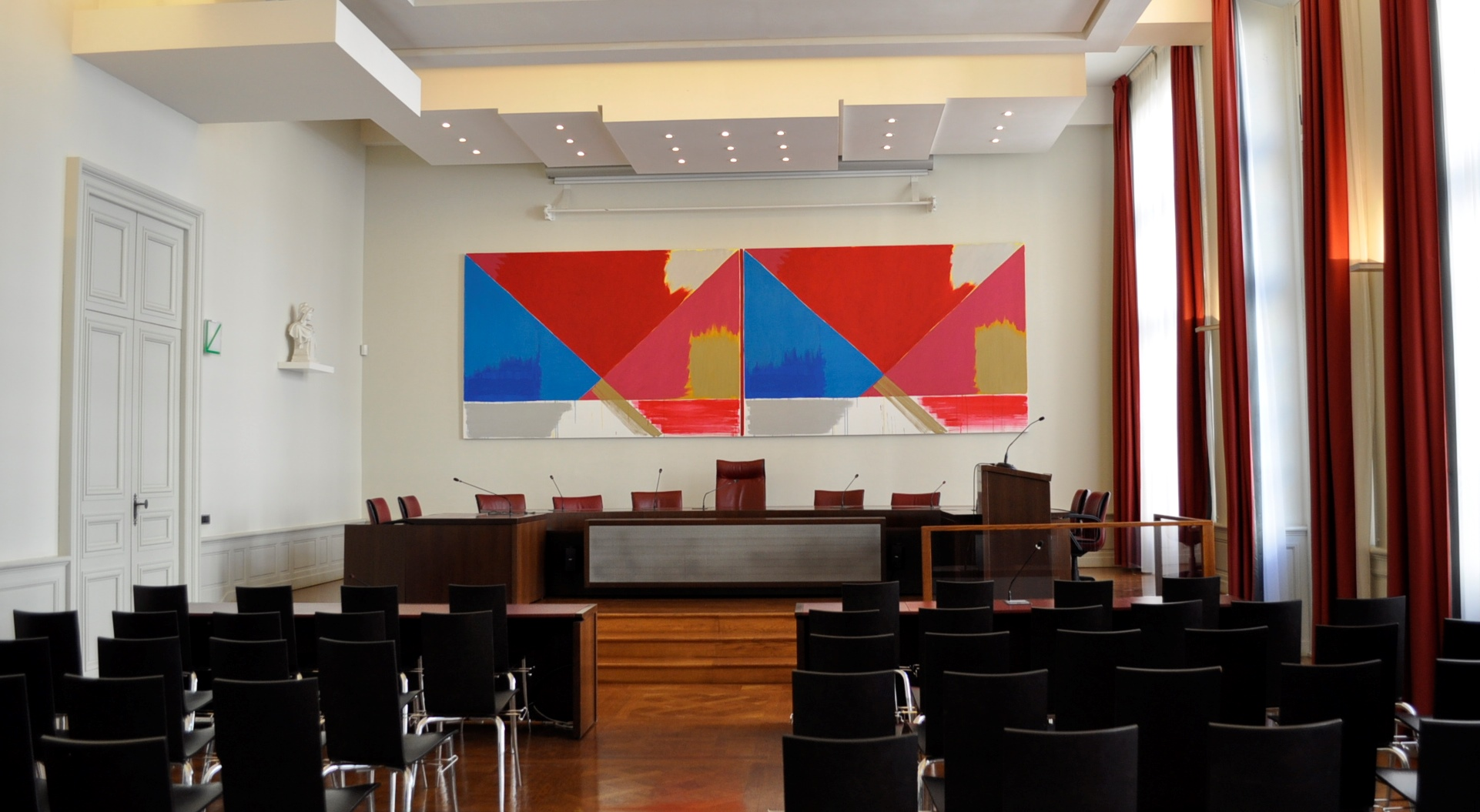
Salle d’audience de la cour administrative d'appel de Paris (hôtel de Beauvais).

Les cours administratives d’appel (CAA) sont des juridictions d'appel françaises de l'ordre administratif.
Elles ont été créées par la loi du 31 décembre 1987 portant réforme du contentieux administratif afin d'alléger la charge du Conseil d'État. Cinq cours administratives d'appel sont ainsi créées le 1er janvier 1989 à Paris, Lyon, Nancy, Nantes et Bordeaux. Par la suite, d'autres sont venues s'ajouter à ces premières à Marseille, Douai et Versailles. La dernière en date est celle de Toulouse qui fonctionne depuis le 1er janvier 2022.
Leurs arrêts sont susceptibles d'un pourvoi en cassation devant le Conseil d'État.

## Compétences
Elles sont saisies des recours contre les jugements des tribunaux administratifs de leur ressort, ainsi que des appels formés contre les jugements des commissions du contentieux de l'indemnisation des rapatriés.
Restent de la compétence du Conseil d'État :
- les appels des jugements relatifs aux élections municipales et cantonales[1]
- ceux qui portent sur les recours en appréciation de légalité[2]
- ceux qui concernent les contraventions de grande voirie (contentieux répressif)[3].

Les appels contre les jugements statuant sur les recours dirigés contre les arrêtés préfectoraux de reconduite à la frontière sont de la compétence des cours, et non plus du Conseil d'État, en ce qui concerne les appels enregistrés à partir du 1er janvier 2005 (décret no 2004-789 du 29 juillet 2004).
Leurs compétences se sont mises en place progressivement : en 1989, par exemple, elles n'étaient pas saisies des recours pour excès de pouvoir.
Depuis 2015, les cours administratives d'appel ont également une compétence de premier et dernier ressort dans certains contentieux liés notamment à l'environnement, à l'urbanisme ou au patrimoine bâti.
En outre, chaque cour administrative d'appel exerce des compétences consultatives auprès du préfet de région.

## Activité et charge de travail
Les cours administratives d'appel ont une charge de travail très importante et il a été nécessaire de créer de nouvelles cours : en 1997, la cour administrative d'appel de Marseille est créée, puis en 1999 celle de Douai, enfin en 2004 celle de Versailles. Il y a donc actuellement neuf cours administratives d'appel.
Elles comprennent de trois à neuf chambres, qui statuent soit en formation ordinaire (de trois à cinq membres), soit en formation plénière, composée du président de la cour, des présidents de chambre, du conseiller rapporteur et, le cas échéant, d'un magistrat départageur.
Elles sont très encombrées : en 1998, 14 390 affaires sont entrées, 9199 ont été jugées mais 29 334 sont en instance (soit un délai de 3 ans). 14 % des jugements des tribunaux administratifs sont frappées d'appel devant les cours administratives d'appel, et 16 % en tenant compte du Conseil d'État. 
En 2021 :affaires jugées : 34 006, affaires en instance au 31 décembre 30 514, délai théorique d'écoulement du stock  10,8 mois, questions prioritaires de constitutionnalité enregistrées 215.
En 2004 sont également prises deux mesures destinées à diminuer le nombre de recours en appel :
- Le ministère d'un avocat devient obligatoire, sauf dans les procédures suivantes :
  - recours pour excès de pouvoir contre les actes relatifs à la situation personnelle des agents publics et des agents de la Banque de France (appels qui ne sont d'ailleurs possibles que dans certains cas limités) ;
  - contraventions de grande voirie ;
  - demandes tendant à l'exécution d'une décision juridictionnelle.

- Certains litiges ne sont plus susceptibles d'appel et seront donc jugés en premier et dernier ressort par le tribunal administratif, dont le jugement peut cependant faire l'objet d'un pourvoi en cassation devant le Conseil d'État :
  - déclarations de travaux exemptés de permis de construire ;
  - redevance audiovisuelle ;
  - taxes syndicales et impôts locaux autres que la taxe professionnelle ;
  - responsabilité de l'État pour refus de concours de la force publique pour exécuter une décision de justice ;
  - actions indemnitaires d'un montant réclamé inférieur à 10 000 euros ;
  - contestation de refus de remise gracieuse en matière fiscale ;
  - immeubles menaçant ruine ;
  - situation individuelle des agents publics, pensions, aide personnalisée au logement, communication des documents administratifs, service national, lorsque l'enjeu est inférieur à 10 000 euros ;
  - permis de conduire

Environ 16 % des jugements rendus par les tribunaux administratifs sont frappés d’appel auprès des cours administratives d’appel, qui ont jugé environ 27 000 affaires en 2008. En 2016, les CAA ont été saisies de 31 308 requêtes (30 597 en 2015) : les cours de Marseille (5 012 requêtes), Lyon (4 493), Bordeaux (4 294) et Nantes (4 188) sont celles qui ont enregistré le plus grand nombre d’affaires. En 2021 34 012 appels ont été enregistrés dont : contentieux des étrangers 42 %,  contentieux fiscal 5 %, contentieux de la fonction publique 10 %,  contentieux de l’urbanisme 6 %, contentieux des marchés et contrats 2 %, autres contentieux 35 %.

## Membres
Les cours administratives d'appel sont présidées par un conseiller d'État. 
Les autres juges des tribunaux administratifs et des cours administratives d'appel sont des magistrats faisant partie d'un même corps, celui des conseillers des tribunaux administratifs et des cours administratives d'appel. Ils sont recrutés par la voie de l'INSP, par voie de détachement, par concours (interne ou externe) ou par le tour extérieur. Ils sont inamovibles.
Depuis 2023, un conseil de juridiction placé auprès de chaque cour administrative d'appel, est un lieu d’échanges et de communication entre la juridiction et la cité.

## Liste et ressort

Carte des ressorts des CAA. Chaque couleur correspond à une cour, les ressorts des tribunaux administratifs sont représentés par les lignes en gras.

| Cour administrative d'appel | Tribunaux administratifs de son ressort (au 1er mars 2022) | Date de création |
| --------------------------- | --- | ---------------- |
| CAA de Bordeaux             | Tribunaux de Basse-Terre (Guadeloupe), Bordeaux, Cayenne (Guyane), Limoges, Mamoudzou (Mayotte), Pau, Poitiers, Saint-Barthélemy, Saint-Denis (La Réunion), Saint-Martin, Saint-Pierre (Saint-Pierre-et-Miquelon) et Schœlcher (Martinique). | 1989             |
| CAA de Douai                | Tribunaux d'Amiens, Lille et Rouen. | 1999             |
| CAA de Lyon                 | Tribunaux de Clermont-Ferrand, Dijon, Grenoble et Lyon. | 1989             |
| CAA de Marseille            | Tribunaux de Bastia, Marseille, Nice et Toulon. | 1997             |
| CAA de Nancy                | Tribunaux de Besançon, Châlons-en-Champagne, Nancy et Strasbourg. | 1989             |
| CAA de Nantes               | Tribunaux de Caen, Nantes et Rennes. | 1989             |
| CAA de Paris                | Tribunaux de Mata Utu (Wallis-et-Futuna), Melun, Montreuil, Nouméa (Nouvelle-Calédonie), Papeete (Polynésie française) et Paris. | 1989             |
| CAA de Toulouse             | Tribunaux de Montpellier, Nîmes et Toulouse. | 2022             |
| CAA de Versailles           | Tribunaux de Cergy-Pontoise, Orléans et Versailles. | 2004             |

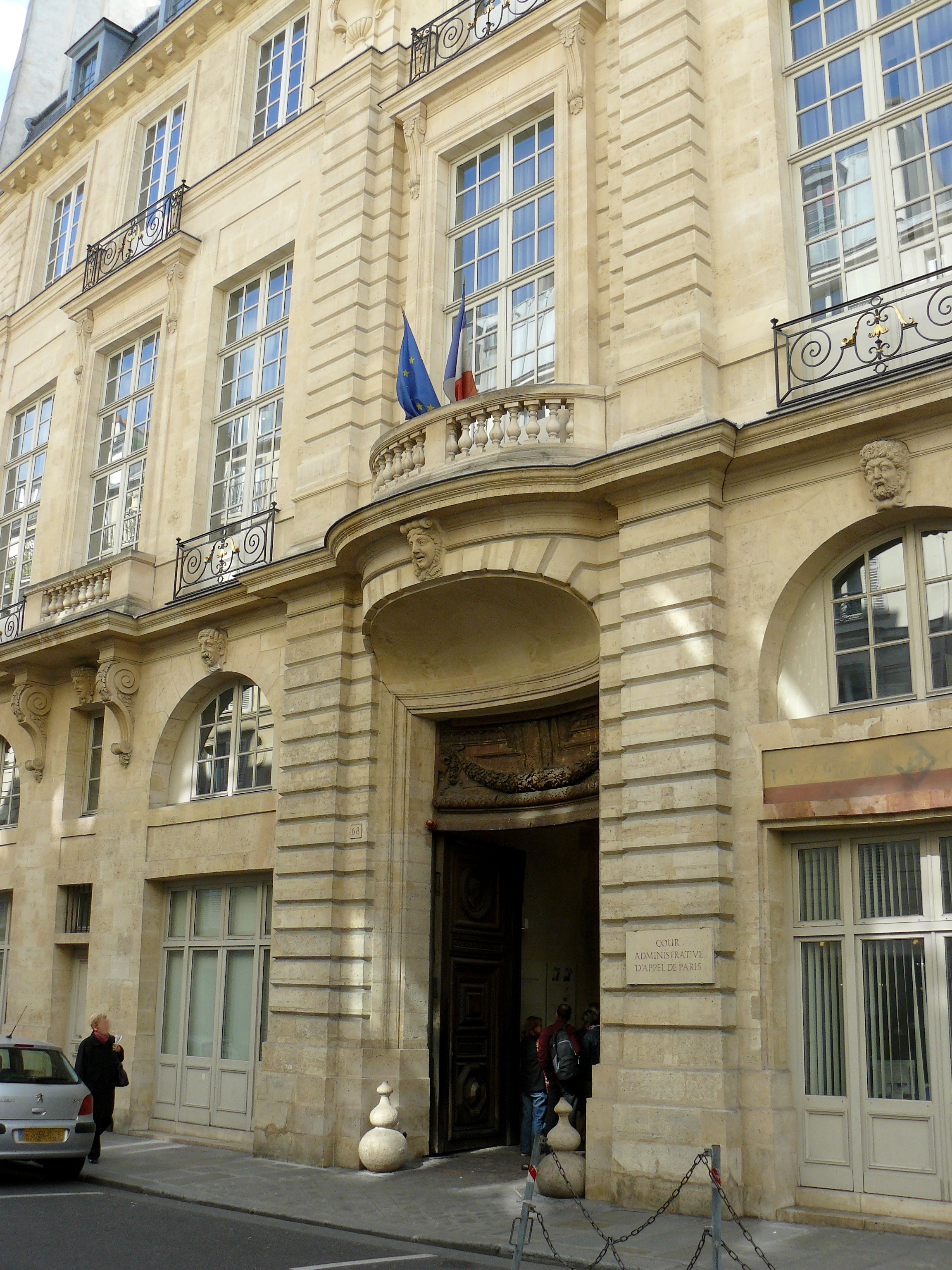
Cour administrative d’appel de Paris à l’hôtel de Beauvais.
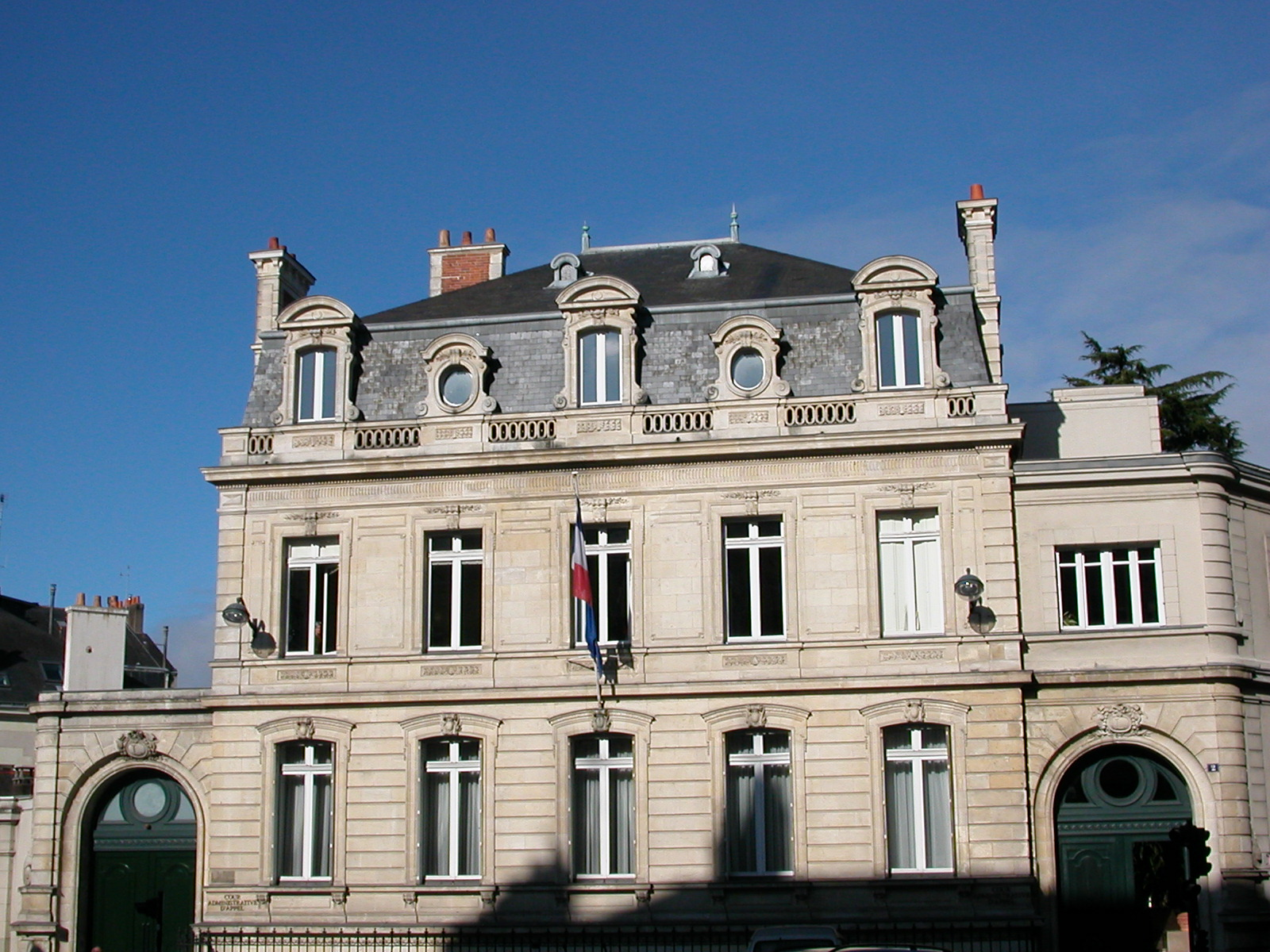
Cour administrative d’appel de Nantes à l'hôtel Hardy.
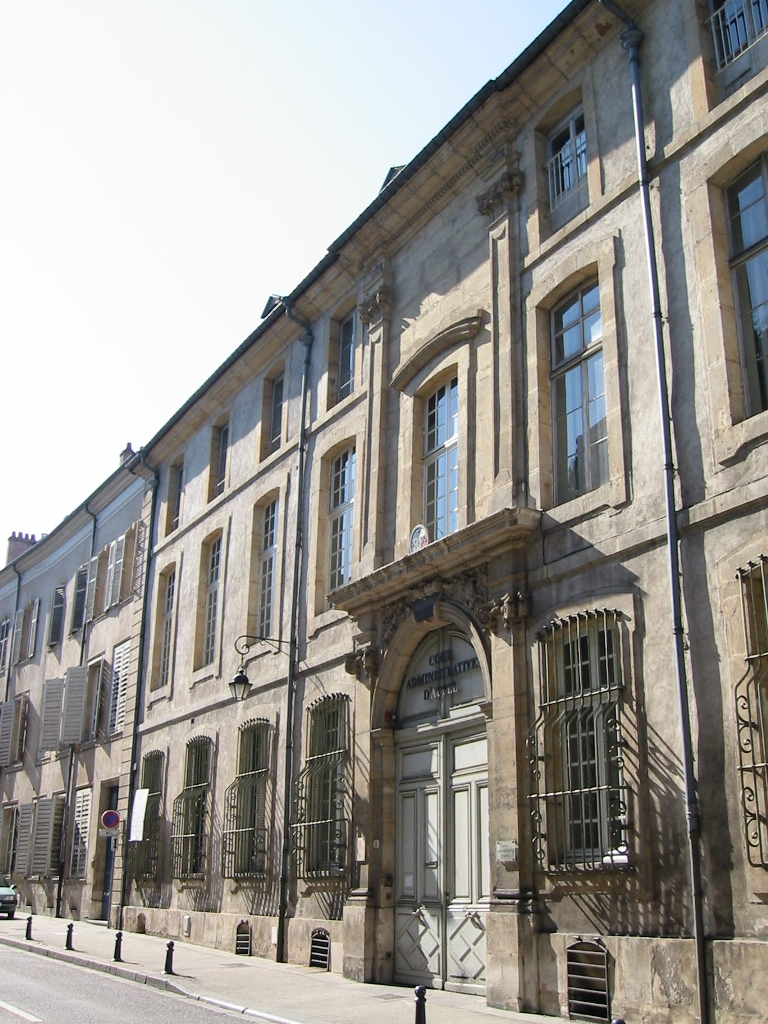
Cour administrative d’appel de Nancy à l'hôtel de Fontenoy.
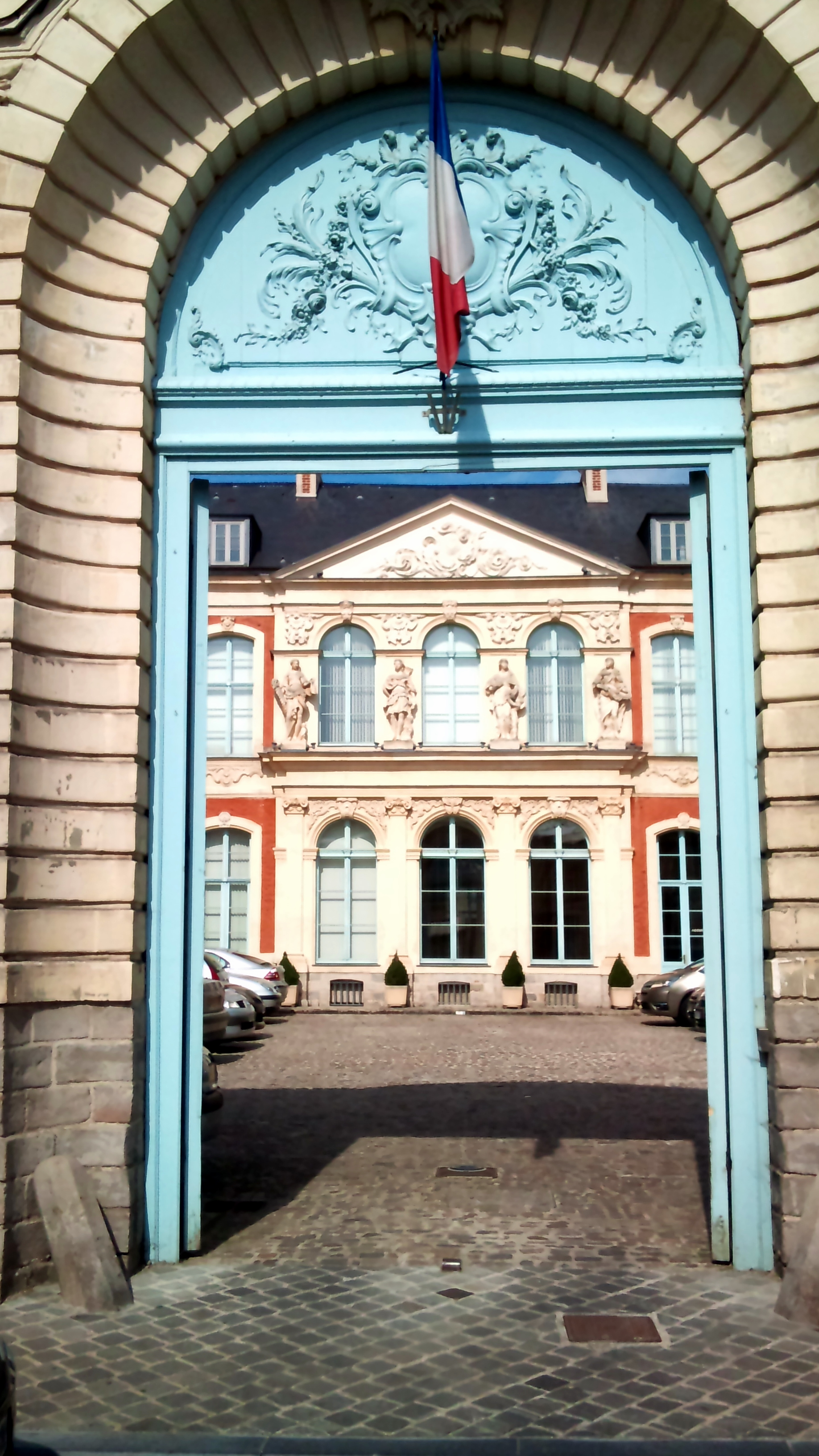
Cour administrative d’appel de Douai à l'hôtel d'Aoust.
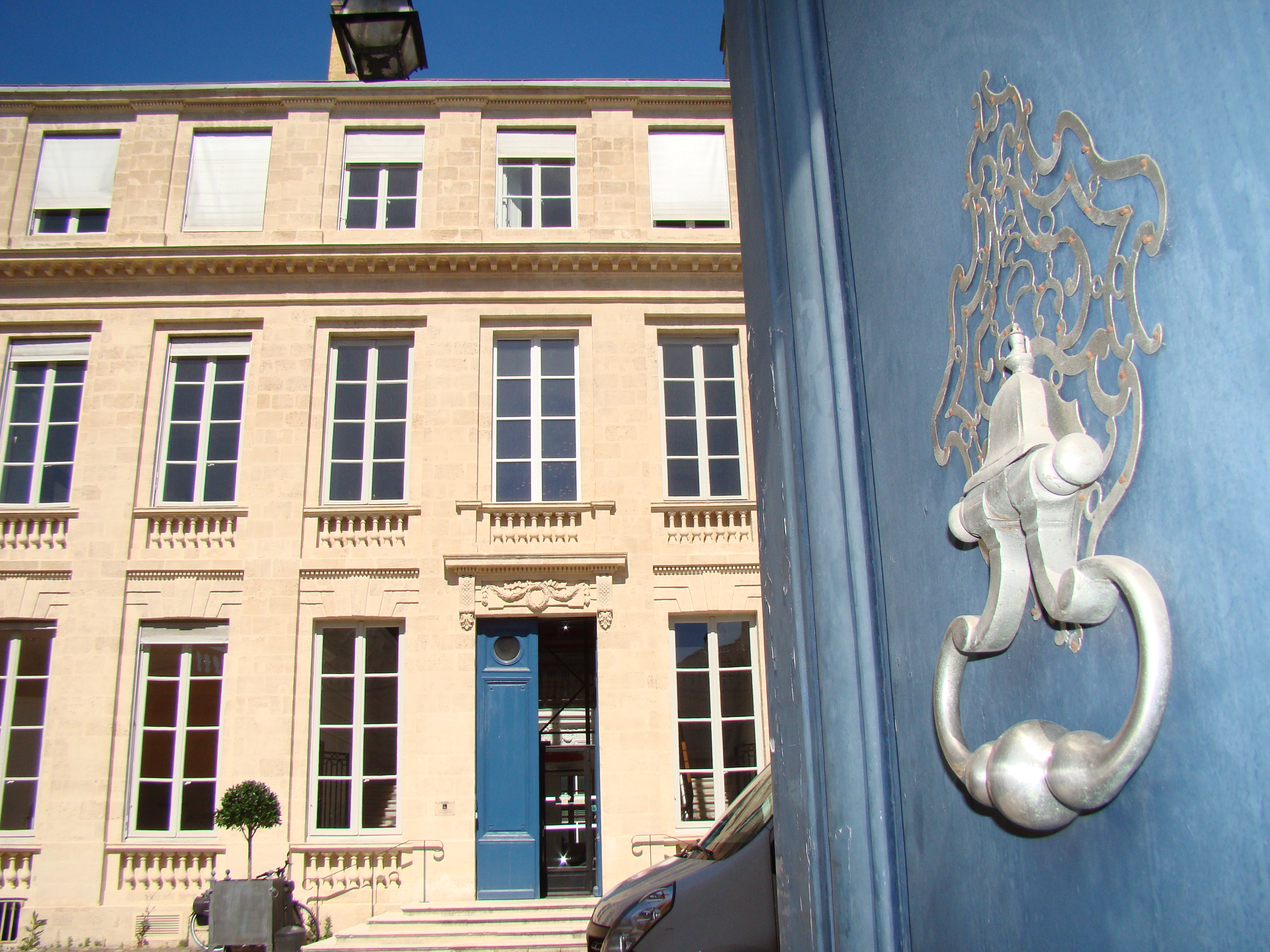
Cour administrative d’appel de Bordeaux à l’hôtel Nairac.